# Prunus ilicifolia

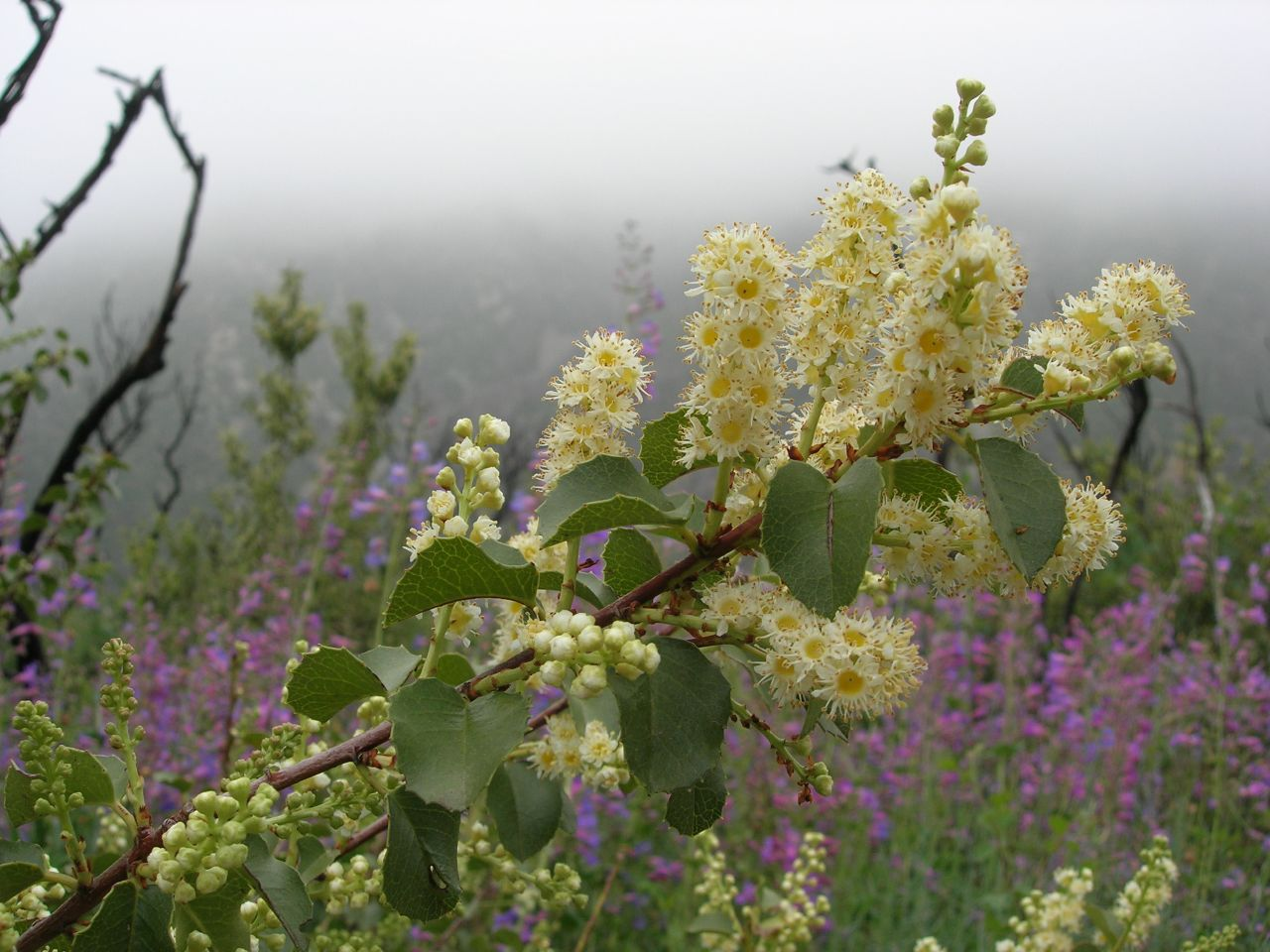
Hoa của Prunus ilicifolia

Prunus ilicifolia, tên khác: anh đào lá nhựa ruồi, anh đào thường xanh, là một loại cây bụi thuộc chi Mận mơ, được tìm thấy ở vùng ven biển của bang California (trải dài từ quận Mendocino đến quận San Diego), bang Baja California và Baja California Sur, cũng như hoang mạc Mojave. P. ilicifolia có khuynh hướng sống dọc các sườn dốc, hoặc các khu vực ẩm ướt, mát mẻ.
Đây là loài duy nhất thuộc chi Mận mơ có nguồn gốc từ dãy núi Santa Monica.

## Mô tả
Prunus ilicifolia là một loài cây bụi thường xanh, có thể cao tới 15 mét. Lá dày, màu xanh bóng, có nhiều răng cưa, dài gần 12 cm, mọc so le; cuống dài khoảng 2,5 cm; lá khi vò nát có mùi hạnh nhân đặc trưng của các loài trong chi Mận mơ. Lá của P. ilicifolia rất giống với lá của cây nhựa ruồi, nên được gọi là "anh đào lá nhựa ruồi". Hoa nhỏ màu trắng mọc thành từng cụm, trổ từ tháng 3 đến tháng 5. Quả màu tím hoặc đen ăn được, vị rất ngọt nhưng ít thịt, đường kính 12–25 mm.
P. ilicifolia ưa ánh mặt trời, có thể trồng được trên nền đất xốp và chịu được điều kiện hạn hán tốt (tại hoang mạc Mojave), nhưng cần tưới nước thường xuyên khi cây còn non.
Hai phân loài của P. ilicifolia và nơi tìm thấy:
- P. ilcifolia subsp. ilicifolia - bang California và Baja California, trái màu đỏ[10]
- P. ilicifolia subsp. lyonii (Eastw.) Raven, còn gọi là anh đào Catalina - quần đảo Channel (gồm các đảo San Clemente, Santa Catalina, Santa Cruz và Santa Rosa), trái màu xanh đen[11]

Sâu bướm của loài Papilio eurymedon rất thích ăn lá của loài cây này và những cây trong thảm thực vật xung quanh.

## Sử dụng
Người Mỹ bản xứ đã cho lên men trái của P. ilicifolia để làm rượu. P. ilicifolia được xem như một nguồn thực phẩm trong nhiều thế kỷ qua, thậm chí còn được trồng để làm hàng rào, nhưng phải cắt tỉa hằng năm vì chúng rất dễ lan rộng.